# Piedemonte llanero
El Piedemonte llanero es una subregión de Colombia, que se caracteriza por ser el límite entre las cordilleras y los Llanos Orientales. Se ubica en las estribaciones de la Cordillera Oriental y abarca parte de los departamentos de Arauca, Boyacá, Casanare, Cundinamarca, Meta y Norte de Santander.
Esta subregión se encuentra entre los 700 y 300 m s. n. m., con temperaturas medias de 23 a 30 °C y un régimen de lluvias biestacional con 3.000 a 4.000 mm de precipitación anual. Está cubierta en una gran zona por una densa selva tropical rica en flora y fauna, siendo considerada biogeográficamente como una extensión de la selva orinoquense y a la vez una prolongación de la selva amazónica.
Agrícolamente, el producto con mayor extensión es el plátano, si bien se cultivan muchos más, tales como los cítricos (lima Tahití, mandarina y naranja), papaya y patilla. Para la comunicación con otras regiones del país, la zona solo cuenta con dos carreteras: la vía Villavicencio-Bogotá y la vía Villavicencio-Barranca de Upía -Yopal-Sogamoso.